# 王懐
王 懐（おう かい、生年不詳 - 538年）は、中国の北魏末から東魏にかけての軍人。字は懐周。

## 経歴
六鎮の乱が起こると、若くして従軍した。韓楼が幽州で乱を起こすと、王懐は成功しないと見切って、ひそかに官軍と交渉した。中興元年（531年）、韓楼に叛いて北魏に帰順し、征虜将軍・第一領民酋長の位を受け、武周県侯に封じられた。
高歓が起兵すると、王懐は3000家あまりの部衆とともに高歓に帰順した。高歓が爾朱兆を広阿で討つと、王懐は安北将軍・蔚州刺史となった。中興2年（532年）、高歓の下で鄴を攻撃し、爾朱氏を韓陵に破って、その爵位は侯に進んだ。高歓が洛陽に入ると、王懐は車騎将軍に任じられ、盧郷県侯に改封された。
東魏の天平年間、王懐は使持節・広州諸軍事となった。梁の湛僧珍・楊暕らが侵攻してくると、王懐は行台の元晏とともに項城を攻撃して落とし、楊暕を捕らえた。また高歓の下で西夏州を落とした。帰還すると、大都督となり、下館に駐屯して、儀同三司の位を受けた。元象元年（538年）、西魏に対する攻撃に従ったが、建州で病没した。定幽恒肆四州諸軍事・司徒公・尚書僕射の位を追贈された。

## 伝記資料
- 『北斉書』巻19 列伝第11
- 『北史』巻53 列伝第41